# Missa l'homme armé (Dufay)
La Missa l'homme armé è una composizione vocale di Guillame Dufay.

## Storia
Dufay (1397-1474) fu tra i primi compositori a elaborare una grande messa polifonica a 4 voci sulla melodia popolare dell'anonima canzone L'homme armè (L'uomo armato), che poi fungerà da cantus firmus per almeno una quarantina di messe cicliche composte fino agli inizi del XVII secolo (ma la maggior parte si colloca tra il 1450 e il 1500). Generalmente si fa risalire la data di composizione tra gli anni 1459-1460, ossia all'ultimo periodo di attività del compositore, a Cambrai. La Messa è l'opera più estesa di Dufay e mostra sorprendenti recuperi delle complessità ritmiche di alcune opere degli anni 1440.
Non si sa con precisione se la melodia fosse derivata da un canto monodico oppure da una chanson a tre voci ora andata perduta. È probabile che il breve testo si riferisca a qualche campagna d'armi contro i Turchi; certo è che per la sua struttura simmetrica e il chiaro disegno delle frasi, la melodia costituiva un soggetto ideale su cui inventare le più svariate elaborazioni contrappuntistiche, in particolare quelle di tipo canonico. È probabile che i governanti-condottieri della seconda metà del Quattrocento abbiano interpretato il motivo e il relativo testo come un riflesso del loro ruolo di uomini d'arme dediti alla difesa della fede e della loro gente, e che ne abbiano pertanto favorito l'utilizzazione in occasione delle messe officiate nelle loro cappelle.

## Struttura
La composizione è suddivisa nelle cinque sezioni previste nell'ordinario della messa.
1. Kyrie
2. Gloria in excelsis Deo
3. Credo in unum Deum
4. Sanctus
5. Agnus Dei (noto per la presenza di un canone cancrizzante di particolare arguzia)